# Die Schwalbe
«Швальбе» («Ласточка», нем. Die Schwalbe) — название немецкого общества шахматных композиторов и выпускаемого им журнала по шахматной композиции. Общество основано в Эссене 10 февраля 1924 года и первоначально называлось «Объединением друзей шахматной задачи» (нем. Vereinigung von Problemfreunden). С 1972 года общество Die Schwalbe стало членом Германского шахматного союза. Журнал издаётся с июля 1924 года с перерывом в 1943—1946. Своё название общество и журнал получили под влиянием известной многоходовой задачи Й. Коца и К. Коккелькорна, опубликованной в 1911 году под девизом Eine Schwalbe.   
Редакторы журнала: А. Триллинг (1924—1927), Э. Биргфельд (1928 — май 1939), В. Карш (июнь 1939 — март 1943). До 1939 года «Швальбе» — официальный орган Международного союза проблемистов. С октября 1946 года издаётся в Западной Германии (c 1949 года — ФРГ) с периодичностью один номер в два месяца. Последующие редакторы: К. Шрадер (1946—1957), В. Шпекман (1959 — июнь 1982), В. Диттман (с октября 1982). 
В журнале публикуются материалы по теории и истории шахматной композиции, проводятся ежегодные и тематические конкурсы составления и решения задач и этюдов, печатается информация о различных соревнованиях, рецензии на шахматные книги.